# Nauru na Mistrzostwach Świata w Lekkoatletyce 2001
Nauru na Mistrzostwach Świata w Lekkoatletyce 2011 reprezentowała jedna zawodniczka.

## Występy reprezentantów Nauru

### Kobiety

#### Konkurencje biegowe
| Konkurencja   | Zawodniczka      | Eliminacje | Eliminacje | Ćwierćfinał    | Ćwierćfinał    | Półfinał       | Półfinał       | Finał          | Finał          |
| Konkurencja   | Zawodniczka      | Rezultat   | Pozycja    | Rezultat       | Pozycja        | Rezultat       | Pozycja        | Rezultat       | Pozycja        |
| ------------- | ---------------- | ---------- | ---------- | -------------- | -------------- | -------------- | -------------- | -------------- | -------------- |
| Bieg na 100 m | Detsalena Ollson | 14,04      | 6          | Nie awansowała | Nie awansowała | Nie awansowała | Nie awansowała | Nie awansowała | Nie awansowała |